# Horouta perparvus
Horouta perparvus är en insektsart som beskrevs av George Willis Kirkaldy 1906. Horouta perparvus ingår i släktet Horouta och familjen dvärgstritar. Inga underarter finns listade i Catalogue of Life.